# 七堡老街
七堡老街，或称七堡，最早起源于清代雍正、乾隆年间。清雍正十一年（1733年）前后，钱塘江海潮坏堤导致居民流离失所，浙江巡抚李卫奉命修塘御潮，乾隆四十九年（1784年）地方修筑了一条2120丈的鱼鳞石塘，接下来在海塘以西的钱塘江滩涂沙地上乡民修建了柴梱、石块制成的柴塘，而七堡最早就在柴塘和石塘交界的位置，新垦沙地吸引大量人口，因而形成了市集。七堡之名始于清朝乾隆后期钱塘江岸线稳固后形成了大面积滩涂沙地可供垦殖，对岸因为江潮失去土地的百姓纷纷来此，以杭城清泰门外乌龙庙为头堡，向东每三里为一堡，依次得名，遂为七堡。七堡殖垦后，由于其岸平缓，因而自然形成了过江渡口，吸引了盐商和木商来此交易。1932年，杭州至上海的公路（今杭海路）穿七堡老街而过，此地市集更为繁盛。2013年底，七堡老街被拆除。
杭州地铁9号线在原七堡老街核心设有红普南路站，惟「七堡」之名称已被不在七堡老街的1号线七堡站占用，因此车站未能以「七堡」冠名。